# Pavel Řehák
Pavel Řehák (nacido el 7 de octubre de 1963) es un exfutbolista checo que se desempeñaba como delantero y entrenador.

## Clubes

### Como futbolista
| Club                | País            | Año         |
| ------------------- | --------------- | ----------- |
| Slavia Praga        | Checoslovaquia  | 1984 - 1991 |
| JEF United Ichihara | Japón           | 1991 - 1994 |
| Consadole Sapporo   | Japón           | 1995 - 1996 |
| Slavia Praga        | República Checa | 1997 - 1998 |
| Drnovice            | República Checa | 1998        |
| Yokohama FC         | Japón           | 1999        |

### Como entrenador
| Club        | País  | Año  |
| ----------- | ----- | ---- |
| Vissel Kobe | Japón | 2005 |

## Estadística de carrera

### J. League
| Club                | Año   | J. League | J. League | Copa J. League | Copa J. League | Total | Total |
| Club                | Año   | Part.     | Goles     | Part.          | Goles          | Part. | Goles |
| ------------------- | ----- | --------- | --------- | -------------- | -------------- | ----- | ----- |
| JEF United Ichihara | 1992  | -         | -         | 9              | 3              | 9     | 3     |
| JEF United Ichihara | 1993  | 31        | 16        | 5              | 3              | 36    | 19    |
| JEF United Ichihara | 1994  | 16        | 1         | 1              | 0              | 17    | 1     |
| Total               | Total | 47        | 17        | 15             | 6              | 62    | 23    |